# Stała Chinczyna
Stała Chinczyna – stała matematyczna zdefiniowana przez rosyjskiego matematyka Aleksandra Chinczyna.
{\displaystyle \kappa =\lim _{n\to \infty }\left(a_{1}\cdot a_{2}\cdot \ldots \cdot a_{n}\right)^{\frac {1}{n}}=2{,}6854520\ldots } (ciąg  A002210 w OEIS)
gdzie, a1, a2, …, an to kolejne liczby w rozwinięciu liczby rzeczywistej w ułamek łańcuchowy. Okazuje się, że własność tę mają prawie wszystkie liczby rzeczywiste. Własności tej nie mają liczby wymierne. Nie rozstrzygnięto, czy stała Chinczyna jest liczbą wymierną czy niewymierną.